# Benedetta Mambelli
Benedetta Mambelli (Mantova, 21 settembre 1995) è una pallavolista italiana, schiacciatrice della Lecco Picco.

## Carriera
La carriera di Benedetta Mambelli comincia all'età di otto anni nelle giovanili dell'OP Volley Asola; nella stagione 2011-12 passa all'Anderlini a Sassuolo, in Serie B2, dove resta per due annate.
Nella stagione 2013-14 viene ingaggiata dal Bergamo giocando con la squadra che disputa il campionato di Serie B1, mentre nella stagione successiva viene promossa in prima squadra, in Serie A1, esordendo nella pallavolo professionistica e vincendo la Coppa Italia 2015-16.
Ritorna in Serie B1 per il campionato 2016-17 vestendo la maglia del Gramsci di Reggio Emilia mentre in quello seguente è al Bedizzole.
Nella stagione 2018-19 viene ingaggiata dall'Academy Sassuolo nel campionato cadetto: all'esordio in campionato subisce la lesione del legamento crociato anteriore e del mediale del ginocchio sinistro che la costringe ad un lungo stop; con la compagine emiliana si aggiudica la Coppa Italia di Serie A2.
Per la stagione 2020-21 scende nuovamente in Serie B1, ingaggiata dalla Lecco Picco.

## Palmarès

### Club
- Coppa Italia: 1

2015-16
- Coppa Italia di Serie A2: 1

2018-19